# Ha’erlong (sockenhuvudort i Kina, Xinjiang Uygur Zizhiqu, lat 38,56, long 76,08)
Ha'erlong är en sockenhuvudort i Kina. Den ligger i den autonoma regionen Xinjiang, i den nordvästra delen av landet, omkring 1 100 kilometer sydväst om regionhuvudstaden Ürümqi. Antalet invånare är 9 259. Befolkningen består av 4 451 kvinnor och 4 808 män. Barn under 15 år utgör 28,0 %, vuxna 15-64 år 65 %, och äldre över 65 år 5,0 %.
Runt Ha'erlong är det mycket glesbefolkat, med 7 invånare per kvadratkilometer. Ha'erlong är det största samhället i trakten. Trakten runt Ha'erlong är ofruktbar med lite eller ingen växtlighet.
Genomsnittlig årsnederbörd är 150 millimeter. Den regnigaste månaden är juni, med i genomsnitt 25 mm nederbörd, och den torraste är januari, med 4 mm nederbörd.